# Päse
Päse – miejscowość w Niemczech w landzie Saksonia Dolna. Część gminy Meinersen.
Nazwa miejscowości Päse zapisana w 1389 jako Pedeze jest pochodzenia słowiańskiego od *Padice